# Sovrani del Marocco

Stemma reale del Marocco

## Dinastia idriside (788-985)
| Sultano                                         | Regno   | Note |
| ----------------------------------------------- | ------- | --- |
| Idrīs I                                         | 788-791 | |
| Idris II                                        | 791-828 | |
| Muhammad ibn Idris                              | 828-836 | |
| Ali ibn Muhammad (Ali I)                        | 836-848 | |
| Yahya ibn Muhammad (Yahya I)                    | 848-864 | |
| Yahya ibn Yahya (Yahya II)                      | 864-866 | |
| Ali ibn Umar (Ali II)                           | 866-880 | |
| Yahya ibn al-Qasim (Yahya III)                  | 880-904 | |
| Yahya ibn Idris ibn Umar (Yahya IV)             | 904-922 | |
| al-Hasan "al-Hajjam" nel Rif (Hasan I al-Hajam) | 905-922 | |
|                                                 | 922-925 | Periodo di torbidi e d'anarchia, con prevalenza della dinastia fatimide.                                                   |
| al-Hasan "al-Hajjam" a Fès (Hasan I al-Hajjam)  | 925-927 | |
|                                                 | 927-938 | Periodo di torbidi e d'anarchia, con prevalenza della dinastia fatimide                                                    |
| al-Qasim Gannun                                 | 938-949 | |
| Abu l-Aysh Ahmad                                | 949-954 | |
| al-Hasan ibn Gannun (Hasan II)                  | 954-985 | in esilio dal 974 al 985, data in cui l'ultimo principe idriside venne assassinato degli Omayyadi del Califfato di Cordova |

## Dinastia almoravide (1042-1147)
Dinastia berbera. Al-Murabitun significa "quelli del ribat" (fortezza)
| Sultano                  | Regno     | Note                     |
| ------------------------ | --------- | ------------------------ |
| Yahya ibn Ibrahim        | 1042-1043 |                          |
| Abd Allah ibn Yasin      | 1043-1055 |                          |
| Abu Bakr ibn Umar        | 1055-1061 |                          |
| Yūsuf ibn Tāshfīn        | 1061-1106 | Fondatore della dinastia |
| `Alī b. Yūsuf b. Tāshfīn | 1106-1143 |                          |
| Tāshfīn b. ‘Alī          | 1143-1145 |                          |
| Ibrāhīm b. Tāshfīn       | 1145-1146 |                          |
| Ishāq b. ‘Alī            | 1146-1147 |                          |

## Dinastia almohade (1145-1269)
Dinastia berbera. Al-Muwahhidūn" significa "Gli unitari", o "coloro che proclamano l'unicità (di Dio)"
| Sultano                              | Regno     | Note |
| ------------------------------------ | --------- | --- |
| ‛Abd al-Mù’min                       | 1145–1163 | Fondatore della dinastia                                                                                |
| Abu Ya'qub Yusuf I                   | 1163–1184 | |
| Abū Yūsuf Ya‘qūb al-Mansūr           | 1184–1199 | |
| Muhammad al-Nāsir                    | 1199–1213 | |
| Yūsuf al-Mustansir                   | 1213–1223 | |
| Abd al-Wahid I                       | 1223-1223 | |
| Abū Muhammad al-`Ādil                | 1223–1227 | |
| Yahyā al-Mu`tasim                    | 1227–1229 | Primo pretendente alla successione, figlio di Muhammad al-Nāsir e sostenuto dagli sceicchi di Marrakech |
| Abū al-`Alâ' Idrīs al-Ma'mūn         | 1227–1233 | Secondo pretendente alla successione, appoggiato dal re cristiano Ferdinando III di Castiglia           |
| Abū Muhammad `Abd al-Wāhid al-Rashīd | 1233–1242 | |
| Abū al-Hasan al-Sa`īd al-Mu'tadid    | 1242–1248 | |
| Abū Hafs `Umar al-Murtadâ            | 1248–1266 | |
| Abū al-`Ulà al-Wāthiq Idrīs          | 1266–1269 | |

## Dinastia merinide (1215-1465)
| Sultano                          | Regno       | Note                                                                     |
| -------------------------------- | ----------- | ------------------------------------------------------------------------ |
| Abd al-Haqq I                    | 1215-1217   |                                                                          |
| `Uthman b. `Abd al-Haqq          | 1217-1240   |                                                                          |
| Muhammad b. `Abd al-Haqq         | 1240-1244   |                                                                          |
| Abū Yaḥyā b. ʿAbd al-Ḥaqq        | 1244-1258   |                                                                          |
| Abū Yūsuf Yaʿqûb b. ʿAbd al-Ḥaqq | 1258-1286   |                                                                          |
| Abu Ya'qub Yusuf al-Nasr         | 1286-1307   |                                                                          |
| Abū Thābit ʿĀmir                 | 1307-1308   |                                                                          |
| Abū al-Rabīʿ Sulaymān            | 1308-1310   |                                                                          |
| Abu Sa'id Uthman II              | 1310-1331   |                                                                          |
| Abū al-Ḥasan b. ʿUthmān          | 1331-1348   |                                                                          |
| Abū ʿInān Fāris                  | 1348-1358   |                                                                          |
|                                  | 1358-1361   | * Prima crisi merinide: Inizio del «regno dei visir»                     |
| * Abu Zayyan Muhammad II         | * 1358-1358 |                                                                          |
| * Abū Yaḥyā Abū Bakr b. Fāris    | * 1358-1359 |                                                                          |
| * Abū Salīm Ibrāhīm              | * 1359-1361 |                                                                          |
| * Abū ʿUmar Tash[u]fīn           | * 1361-1362 |                                                                          |
| Abu Zayyan Muhammad II           | 1362-1366   |                                                                          |
| Abū Fāris ʿAbd al-ʿAzīz b. ʿAlī  | 1366-1372   |                                                                          |
|                                  | 1372-1393   | * Seconda crisi merinide: Ripresa del «regno dei visir»                  |
| * Muḥammad al-Saʿīd              | * 1372-1373 |                                                                          |
| * Abū al-ʿAbbās                  | * 1374-1384 | A Fès I regno                                                            |
| * Mūsā b. Fāris                  | * 1384-1386 | Assicurò una specie d'interim durante il regno di Abū al-ʿAbbās          |
| * al-Wāthiq                      | * 1386-1387 | Assicurò la seconda parte dell'interim durante il regno di Abū al-ʿAbbās |
| * Abū Zayd ʿAbd al-Raḥmān        | * 1384-1387 | Durante il regno di Abū al-ʿAbbās à Fès, essi regnò su Marrakesh         |
| * Abū al-ʿAbbās                  | * 1387-1393 | II regno                                                                 |
| Abū Fāris ʿAbd al-ʿAzīz b. Aḥmad | 1393-1396   |                                                                          |
| Abū ʿÂmir ʿAbd Allāh             | 1396-1398   |                                                                          |
| Abū Saʿīd ʿUthmān b. Aḥmad       | 1398-1421   |                                                                          |
| Abū Muḥammad ʿAbd al-Ḥaqq        | 1420-1465   |                                                                          |

## Dinastia wattaside (1421-1549)
| Sultano                                    | Regno     | Note                     |
| ------------------------------------------ | --------- | ------------------------ |
|                                            | 1421-1472 | I visir wattasidi        |
| Abu Zakariyya Yahya al-Wattasi             | 1420-1448 |                          |
| Ali ibn Yusuf                              | 1448-1458 |                          |
| Yahya ibn Abi Zakariyya                    | 1458-1459 |                          |
|                                            | 1472-1549 | I sultani Wattasidi      |
| Abu Abd Allah al-Shaykh Muhammad ibn Yahya | 1472-1504 | Fondatore della dinastia |
| Abu Abd Allah Muhammad al-Burtughali       | 1504-1526 |                          |
| Abu al-Hasan Ali ibn Muhammad              | 1526-1526 |                          |
| Abu l-Abbas Ahmad ibn Muhammad             | 1526-1545 |                          |
| Nasir al-Din al-Qasri Muhammad ibn Ahmad   | 1545-1547 |                          |
| Abu l-Abbas Ahmad ibn Muhammad             | 1547-1549 |                          |
| Abu Hassun Ali ibn Muhammad                | 1550-1554 |                          |

## Dinastia sadiana (1511-1660)
Dinastia "sceriffale" (dall'arabo šarīf, plur. šurafā', cioè "discendente del Profeta Maometto")
| Sultano                                 | Regno     | Note                                                    |
| --------------------------------------- | --------- | ------------------------------------------------------- |
| Abu Abd Allah Muhammad al-Qa'im         | 1509-1517 |                                                         |
| Ahmad al-Araj                           | 1517-1540 |                                                         |
| Muhammad al-Shaykh                      | 1540-1557 | Regna su tutto il Marocco dopo il 1554                  |
| Abd Allah al-Ghalib                     | 1557-1574 |                                                         |
| Abu Abd Allah Muhammad II al-Mutawakkil | 1574-1576 |                                                         |
| Abu Marwan Abd al-Malik I               | 1576-1578 |                                                         |
| Ahmad al-Mansur al-Dhahabi              | 1578-1603 |                                                         |
| Abu Faris Abd Allah                     | 1578-1603 | Solo in alcune parti del Marocco                        |
|                                         | 1603-1659 | Sovrani Sadiani con sede a Marrakech                    |
| Zaydan al-Nasir                         | 1603-1627 |                                                         |
| Abu Marwan Abd al-Malik II              | 1627-1631 |                                                         |
| al-Walid ibn Zaydan                     | 1631-1636 |                                                         |
| Muhammad al-Shaykh al-Saghir            | 1636-1654 |                                                         |
| Ahmad al-Abbas                          | 1654-1660 |                                                         |
|                                         | 1603-1627 | Sovrani Sadiani con sede a Fès (solo con poteri locali) |
| Muhammad al-Shaykh al-Ma'mun            | 1604-1613 |                                                         |
| Abd Allah ibn al-Ma'mun                 | 1613-1623 |                                                         |
| Abd al-Malik ibn Abd Allah              | 1623-1627 |                                                         |
| Ahmad ibn Zaydan                        | 1627-1628 |                                                         |

## Dinastia alawide (1666-oggi)
Dinastia "sceriffale" (dall'arabo šarīf, plur. šurafā', cioè "discendente del Profeta Maometto"). Dinastia regnante dal 1666 fino a oggi.
| Sultano                     | Regno     | Note |
| --------------------------- | --------- | --- |
| Sharif ibn Ali              | 1631-1635 | |
| Mulay Muhammad ibn Sharif   | 1635-1664 | Si proclama sultano nel 1640 |
| Rashid                      | 1664-1672 | Regna su tutto il Marocco dopo il 1666 |
| Moulay Ismāʿīl b. Sharīf    | 1672-1727 | |
| Ahmad                       | 1727-1728 | I regno |
| Abdelmalek ben Isma'il      | 1728-1728 | |
| Ahmad                       | 1728-1729 | II regno |
| ʿAbd Allāh                  | 1729-1735 | I regno |
| Ali                         | 1735-1736 | |
| ʿAbd Allāh                  | 1736-1736 | II regno |
| Muhammad ibn isma'il        | 1736-1738 | |
| Mulay al-Mustadi'           | 1738-1740 | |
| Abd Allah                   | 1740-1745 | III regno |
| Zayn al-ʿĀbidīn             | 1745-1745 | |
| ʿAbd Allāh                  | 1745-1757 | IV regno |
| Muḥammad III                | 1757-1790 | |
| Mulay al-Yazid ibn Muhammad | 1790-1792 | |
| Mulay Sulayman              | 1792-1822 | |
| Mulay 'Abd al-Rahman        | 1822-1859 | |
| Muḥammad IV                 | 1859-1873 | |
| Ḥasan I                     | 1873-1894 | |
| ʿAbd al-ʿAzīz               | 1894-1908 | |
| ʿAbd al-Ḥāfiẓ               | 1908-1912 | |
|                             | 1912-1956 | Protettorati francese e spagnolo sul Marocco |
| Yūsuf ben al-Ḥasan          | 1912-1927 | |
| Muḥammad V                  | 1927-1953 | I regno |
| Muḥammad ben Arafa          | 1953-1955 | Imposto dalle autorità francesi dopo l'esilio comminato a Muḥammad ben Yūsuf: non è peraltro riconosciuto come sovrano legittimo dai marocchini |
|                             | 1956-oggi | Il Marocco riottenne la sua indipendenza |
| Muḥammad V                  | 1955-1961 | II regno, titolo di re del Marocco dal 1957 |
| Hassan II                   | 1961-1999 | |
| Muhammad VI                 | 1999-oggi | |

- Principe ereditario: Moulay Hassan, nato nel 2003.